# Бертышев
Бертышев (укр. Бертишів) — село в Бобрской городской общине Львовского района Львовской области Украины.
Население по переписи 2001 года составляло 214 человек. Занимает площадь 0,983 км². Почтовый индекс — 81712. Телефонный код — 3239.

## Известные уроженцы
- Лаба, Василий (1887—1976) — украинский религиозный деятель.